# Scaphidiinae
Scaphidiinae je podčeleď malých brouků (do 2,5 mm délky). Tato skupina byla dříve uváděna jako samostatná čeleď Scaphidiidae.

## Taxonomie
- tribus Scaphidiini
  - rod Scaphidium Olivier, 1790
    - Scaphidium ornatum Casey
    - Scaphidium quadrimaculatum Olivier, 1790
- tribus Scaphiini
  - rod Scaphium Kirby, 1837
    - Scaphium immaculatum Olivier, 1790
- tribus Scaphisomini
  - rod Baeocera
    - Baeocera nobilis Reitter, 1884
    - Baeocera schirmeri Reitter, 1880

  - rod Caryoscapha Ganglbauer, 1899
    - Caryoscapha limbata Erichson, 1845

  - rod Scaphischema
    - Scaphischema poupillieri Reiche, 1864

  - rod Scaphisoma Leach, 1815
    - Scaphisoma agaricinum Linnaeus, 1758
    - Scaphisoma assimile Erichson, 1845
    - Scaphisoma balcanicum Tamanini, 1954
    - Scaphisoma boleti Panzer, 1793
    - Scaphisoma boreale Lundblad, 1952
    - Scaphisoma corcyricum Löbl, 1964
    - Scaphisoma flavonotatum Pic, 1905
    - Scaphisoma inopinatum Löbl, 1967
    - Scaphisoma italicum Tamanini, 1955
    - Scaphisoma loebli Tamanini, 1969
    - Scaphisoma obenbergeri Löbl, 1963
    - Scaphisoma palumboi Ragusa, 1892
    - Scaphisoma subalpinum Reitter, 1881